# Hanna Kunath
Hanna Kunath (* 11. Juni 1909 in Bremen; † 12. September 1994 in Seevetal) war eine deutsche Pilotin und Pionierin der Luftfahrt.

## Biografie
Hanna Kunath (verh. Hanna Hübner-Kunath) war Tochter von Arno Theodor Kunath, ein Pädagoge, Sportlehrer und Begründer des Altersturnen und Bodenturnens auch für Mädchen und Frauen.
Kunath war Bremens erste Pilotin. Sie trat 1932 als erste Frau in den Bremer Verein für Luftfahrt ein. Hier erhielt sie ihre Ausbildung zur Pilotin. 1934 erwarb sie ihren Flugzeugführerschein für Motorflugzeuge und 1938 lernte sie segelfliegen. Später wurde sie Fluglehrerin im Bremer Verein für Luftfahrt. 1936 gründete sie eine Flieger-Frauengruppe im Bremer Verein für Luftfahrt, in der sie in Wildeshausen und Garlstedt junge Frauen zu Pilotinnen ausbildete. Die Gruppe leitete sie bis 1943.
Nach dem Zweiten Weltkrieg gelang es ihr 1947 heimlich wieder zu fliegen. Sie zog 1955 zu ihrem Mann Werner Hübner nach Hamburg um und nannte sich nun Hübner-Kunath. Sie erwarb 1951 als erste Frau in der Bundesrepublik Deutschland den Luftfahrtschein für Segelflieger. Mit acht anderen Pilotinnen wie Elly Beinhorn und Hanna Reitsch gründete sie am 6. April 1968 auf dem Hofgut Petersau der Familie von Opel bei Worms die Vereinigung Deutscher Pilotinnen. Sie war zehn Jahre lang Referentin der Vereinigung, die in den 1990er Jahren 300 Mitglieder hatte. Von 1974 bis 1979 war sie Pressesprecherin der Vereinigung und Vorsitzende der Regionen Niedersachsen, Hamburg und Bremen. Noch mit 84 Jahren saß Kunath hinter dem Steuerknüppel und war somit auch Deutschlands älteste Pilotin.
Sie ist auf dem Riensberger Friedhof im Familiengrab der Kunath begraben (Grabstelle W357a).

## Ehrungen
- Die Hanna-Kunath-Straße in Bremen-Neustadt beim Flughafen Bremen wurde 1995 nach ihr benannt.[3]